# Jaroslav Kudrna (historik)
Jaroslav Kudrna (31. října 1926 Vlkanov – 21. března 1996 Brno) byl český historik, filosof a jazykovědec, dlouholetý profesor filosofické fakulty brněnské univerzity, člen korespondent ČSAV.

## Život
Po maturitě na gymnáziu v Chrudimi studoval na Karlově univerzitě v Praze historii, filozofii, italštinu a španělštinu. Od roku 1953 působil na katedře historie filosofické fakulty brněnské univerzity, v roce 1963 se habilitoval, roku 1986 byl jmenován profesorem. Věnoval se historiografii, filosofii dějin, studiu barbarských zákoníků a italské renesanci.

## Dílo

### Monografie
- Studie k Hegelovu pojetí historie, 1964
- Stát a společnost na úsvitě italské renesance, 1964
- Historie, filozofie, politika v NSR, 1964
- K otázce jednoty Machiavelliho díla, 1965
- Machiavelli a Guicciardini. K typologii historickopolitického myšlení pozdní italské renesance, 1969
- Kapitoly z dějin historiografie a filozofie dějin, 1972, 1983
- Průvodce dějinami evropského myšlení (spoluautor), 1985.

### Sborníky
- K Vicovu pojetí práva, Pocta akad. V. Vaněčkovi k 70. narozeninám, 1975
- Dante en tant qu'idélogue de la commune urbaine, Charisteria Francisco Novotný occogeniaro oblata, 1962
- Methodologische Grundlagen der franz. „Annales-Schule“ und ihr internationaler Einfluss, Zeitalter im Widerstreit. Grundprobleme der historischen Epoche seit 1917 in der Auseinandersetzung mit der bürgerlichen Geschichtsschreibung, ed. G. Lozek, A. Loesdau, Berlin 1982
- K německým paralelám českého strukturalismu, České filosofické myšlení, 1989
- Italienische Historiographie (1918–1945), Geschichtsschreibung im 20. Jhd., ed. G. Lozek, H. Schleier, Berlin 1990
- K Fischerově analýze prefašistických a fašistických ideologií, Hledání řádu skutečnosti, 1994.